# Distichophyllum fossombronioides
Distichophyllum fossombronioides är en bladmossart som beskrevs av Thériot 1910. Distichophyllum fossombronioides ingår i släktet Distichophyllum och familjen Hookeriaceae. Inga underarter finns listade i Catalogue of Life.